# Kim Ye-jin
Kim Ye-jin, född 20 december 1999, är en sydkoreansk skridskoåkare som tävlar i short track. Hon ingick i det sydkoreanska lag som blev olympiska mästare på 3 000 meter stafett vid OS i Pyeongchang i Sydkorea.